# 시드니 셸던
시드니 셸던(영어: Sidney Sheldon, 1917년 2월 11일 ~ 2007년 1월 30일)은 미국의 현대 작가이다. 시카고 출생이며, 그는 불과 17세 나이에 할리우드로 진출하여 시나리오 작가로 명성을 얻었다. 영화 《독신남과 사춘기 소녀》로 아카데미상을 수상한 것을 비롯, 많은 TV 시리즈 대본도 썼으며, 1970년 첫 작품 《벌거벗은 얼굴》로 에드가 문학상을 수상하였다. 또한 그 해 뉴욕 타임스가 뽑은 '올해의 최고 추리작가'로 선정되기도 했다. '언어의 마술사'라는 평을 들을 만큼 그의 유려한 문체는 정평이 나 있고, 현재 그의 저서들은 대부분 40여 개 국어로 번역되어 세계적인 선풍을 일으키고 있다. 주요 작품으로는 《깊은 밤 깊은 곳에》, 《게임의 여왕》, 《내일이 오면》, 《찬란한 혈통》, 《천사의 분노》, 《신들의 풍차》, 《거울 속의 이방인》, 《마이더스》, 《영원한 것은 없다》, 《나의 다른 면》 등이 있다.

## 작품 목록
- 독신남
- 이스터 퍼레이드
- 애니여 총을 잡아라
- 깊은 밤 깊은 곳에
- 내일이 오면
- 패티 듀크
- 벗겨진 가면
- 신들의 풍차

이 외에 바클레이스 오브 브로드웨이, 낸시 리오 가다, 리치 영 앤 프리티, 드림 와이프, 파드너스, 애니씽 고즈, 빌리 로즈스 점보, 내 사랑 지니, 버스트 앤 빌리, 혈선, 천사의 분노, 천사의 분노2 등 30여 편의 드라마, 시나리오 작가, 감독을 맡았다.

## 수상 내역
- 제20회 미국아카데미 시상식 각본상
- 올해의 최고 뮤지컬 각본상
- 제1회 미국작가조합상 각본상
- 제3회 미국작가조합상 각본상
- 안토이넷 페리 각본상